# Meral Şimşek
Meral Şimşek (* 1980 in Mazıdağı, Türkei) ist eine türkisch-kurdische Schriftstellerin und Dichterin.

## Leben
Die türkisch-kurdische Schriftstellerin und Dichterin aus Amed (Diyarbakır), Meral Şimşek, wurde mehrfach für ihre Gedichte ausgezeichnet. In ihrem Roman Nar Lekesi (Granatapfelfleck) erzählt sie ihre eigene Geschichte als Mutter zweier Kinder und die ihrer Familie im Kontext der systematischen Verfolgung, Folter und Ermordung der Kurden in der Türkei der 1990er-Jahre.
Seit 2020 ist Meral Şimşek Mitglied des Kurdischen PEN-Zentrums, seit September 2022 auch des PEN Berlin.
Im Januar 2021 wurde Meral Şimşek wegen „Mitgliedschaft in einer terroristischen Vereinigung“ (Artikel 314/2 des türkischen Strafgesetzbuchs) und „terroristischer Propaganda“ (Artikel 7/2 des Anti-Terror-Gesetzes Nr. 3713) angeklagt. Ihre Kurzgeschichte Arzela, die in der Anthologie Kurdistan + 100 erschien, wurde in der Anklageschrift angeführt. In der vom English PEN mit dem PEN Translates Award 2021 ausgezeichneten Anthologie entwerfen zwölf zeitgenössische kurdische Schriftsteller aus der Türkei, Syrien, dem Irak und dem Exil Bilder einer Zukunft, in der kurdisch zu sein ohne Verfolgung möglich ist.
Im Juni 2021 flüchtete Meral Şimşek nach Griechenland, um politisches Asyl anzusuchen. Sie wurde jedoch von der griechischen Polizei aufgegriffen. Die Flüchtende berichtet von Misshandlungen und davon, dass sie von der Polizei zum Grenzfluss Evros gebracht und in die Türkei zurückgeschoben wurde. Nachdem sie fast ertrunken war, wurde sie in der Türkei angekommen vom Militär wegen Betreten einer militärischen Sperrzone verhaftet und strafverfolgt. 
Sie kam vor Gericht und wurde einerseits vom Vorwurf der Mitgliedschaft in einer terroristischen Vereinigung freigesprochen, andererseits wegen Verbreitung terroristischer Propaganda im Oktober 2021 zu einer Haftstrafe von 15 Monaten verurteilt. Ihr Berufungsverfahren ist noch nicht abgeschlossen. Sie lebt mit ihren beiden Kindern in Amed.
Die Vorsitzende des Writers in Prison Committee des PEN International Ma Thida hat wiederholt auf den Fall Meral Şimşeks hingewiesen, die wegen der gewaltlosen Ausübung ihres Rechts auf freie Meinungsäußerung verfolgt wird, und zum Handeln aufgerufen.
2022 erhielt Meral Şimşek gemeinsam mit Gerhard Oberschlick den Theodor-Kramer-Preis für Schreiben im Widerstand und im Exil.
Mitte Juli 2022 gelang es dem PEN Berlin Meral Şimşek, zwei Tage vor einem Prozesstermin, aus der Türkei nach Deutschland in Sicherheit zu bringen.

## Auszeichnungen
- 2021 Hacı Bektaş literary prize der Alevitischen Gemeinde Deutschland und der UNESCO.[6]
- 2022 Theodor-Kramer-Preis für Schreiben im Widerstand und im Exil der Theodor Kramer Gesellschaft

## Werke
- Mülteci Düşler (Flüchtlingsträume). Gedichte. Kurgu Kültür Merkezi, Ankara 2013, ISBN 978-605-5295-85-1
- Ateşe Bulut Yağdıran (Wolken im Feuer). Gedichte. Favori Yayınları, Ankara 2015, ISBN 978-605-5295-85-1
- İncir Karası (Schwarze Feige). Gedichte. Kendi Yayını, Ankara 2018, ISBN 978-605-6812-02-6
- Nar Lekesi (Granatapfelfleck). Roman. Kendi Yayını, Ankara 2018, ISBN 978-605-6812-00-2
- Arzela. Kurzgeschichte. Sanci Yayinlari, Istanbul 2022, ISBN 978-605-7434-28-9
- Kavimler Toplamı Yokluk  Sanci Yayınları, İstanbul 2023 ISBN 978-605-7166-36-4

### Anthologien
- Orsola Casagrande, Mustafa Gundogdu (Hg.): Kurdistan + 100, Comma Press, Manchester 2022, ISBN 978-191-2697-36-6